# Якименко, Лев Григорьевич
Лев Григорьевич Якиме́нко (10 марта 1921, село Сурско-Михайловка Днепропетровской области — 8 октября 1978, Москва) — русский советский литературовед, литературный критик, прозаик. Педагог, профессор кафедры истории советской литературы филологического факультета МГУ (1969—1973). Кандидат филологических наук (1953). Доктор филологических наук (1968). Лауреат Премии имени М. В. Ломоносова (1958) и премии Союза писателей СССР (1976). Член Союза писателей СССР (1953). Специалист в области теории литературы и истории русской литературы XX века.
Исследователь творчества М. А. Шолохова.

## Биография
Родился в семье педагогов. Его предками по отцовской линии были запорожские казаки Яловые, один из которых после разгрома Екатериной II Запорожской Сечи вместе с группой казаков под началом атамана Головатого переселился на Тамань, где казаки стали нести пограничную службу. Фамилию Яловой Якименко выбрал и для лирического героя своей автобиографической трилогии «Судьба Алексея Ялового» (1976).
Литературные способности были семейным даром.  Был ими наделен и отец Льва Григорьевича, Григорий Фомич Якименко (1883–1967), учитель математики, украинский просветитель и прозаик. Григорий Фомич начал печататься в украинской периодике ещё до революции (1913-1914) под псевдонимом Г. Карандашивский ("карандаши" — сельское прозвище учителей). В 1914 году Григорий Фомич оказался на фронте. После Февральской революции 1917 г. его избрали членом Совета военных депутатов при Украинской Центральной Раде.
Детство Льва Якименко прошло на родине отца, в Сурско-Михайловке. События, ставшие основой одной из книг его автобиографической трилогии, повести «Все впереди» (1971), происходили именно в этих местах центральной Украины. Вместе с детским открытием и узнаванием мира в повести описаны и первые трагедии, с которыми герою уже в отрочестве пришлось столкнуться: коллективизация, голодомор 1932–1933 годов, репрессии, коснувшиеся и Григория Фомича за его просветительскую деятельность. Предупрежденный учениками, что чекисты едут его арестовывать, Григорий Фомич бежал из дома и вынужден был некоторое время скрываться в Казахстане. А семье пришлось переехать с Украины на Кубань, в г. Темрюк Краснодарского края, на родину матери Льва Григорьевича, Агриппины Лазаревны, учительницы русского языка и литературы.
В 1938 году Якименко окончил с медалью школу и поступил в Энергетический институт. В 1939-м перешёл в ИФЛИ - Институт философии, литературы и истории.
Летом 1941-го, через две недели после сдачи экзаменов за 2-й курс, вместе с другими добровольцами, - студентами и преподавателями ИФЛИ, - был зачислен рядовым в истребительный батальон 5-й Московской стрелковой дивизии народного ополчения.  В составе дивизии участвовал в обороне Москвы. В боях на Калининском фронте, под деревней Холмец (февраль-март 1942 года), был командиром минометного взвода; под г. Белым (ноябрь-декабрь 1942) - заместителем командира стрелкового батальона. В 1943–1944 гг. - агитатор 64-го гвардейского стрелкового полка 21-й Невельской дивизии. В июле 1944 года в бою под Полоцком в звании гвардии капитана получил тяжелое ранение – осколок, попавший в шею, вызвал кровоизлияние в позвоночник и полный паралич. Процесс восстановления занял несколько лет. Среди боевых наград Якименко - орден Отечественной войны II степени, орден Красной Звезды, несколько медалей: «За боевые заслуги», «За победу над Германией в Великой Отечественной войне 1941–1945 гг.».
В 1947 году Якименко восстановился на 3-м курсе филологического факультета МГУ и окончил его в 1950-м. Его сокурсник, заведующий кафедрой литературно-художественной критики и публицистики факультета журналистики МГУ профессор Анатолий Георгиевич Бочаров (1922-1997), вспоминая то время, писал: «Были тогда на нашем курсе как бы два потока: молодежь, пришедшая со школьной скамьи, и мы, старше их на четыре года и на целую фронтовую жизнь. Но наш сверстник Лев Якименко казался старше нас, старших. Может быть потому, что мы все-таки робели, отвыкнув от занятий, не так легко схватывали премудрости науки, как наши молодые сокурсники, не знали еще толком, как будет складываться для нас мирная жизнь, в которой мы пока ничего не умели делать. А он и тогда знал все про себя, знал, кем хочет быть, знал, как нужно жить… Определенность проявлялась во всей его жизни, во всей его работе, хотя похоже, что у него никогда не было колебаний, хотя, конечно, всегда были трудные искания. Надеюсь разница между колебаниями и исканиями понятна каждому»[1].
В 1953 году Якименко окончил аспирантуру при кафедре истории советской литературы и защитил кандидатскую диссертацию «Тихий Дон» М. Шолохова». В том же году он был принят в Союз писателей.
В 1968-м защитил и докторскую по теме «Творчество М. Шолохова. Идеи и образы. Творческий метод, жанры, стиль, мастерство, поэтика».
В 1969 году стал профессором Московского университета, а затем, в 1973 г. - руководителем кафедры теории литературы и литературной критики Академии общественных наук при ЦК КПСС.
Л. Г. Якименко скончался 8 октября 1978 года в Москве в возрасте 57 лет после тяжелой болезни. Похоронен на Новокунцевском кладбище.
[1] Бочаров А. Открытым цветом: Послесловие к книге Якименко, Л. И вечная, как мир...: Повесть. Роман. — М.: Известия, 1979, стр. 400

## Научная и творческая деятельность
Печататься начал в 1942 году во фронтовой печати.
Л.Г. Якименко был крупным специалистом в области теории и истории русской литературы XX века. В своих работах он стремился теоретически осмыслить новые литературные явления, исследовать малоизученные проблемы (такие как поэтика современного романа, эпическая сущность жанра, концепция человека, стилевое многообразие и т.д.).
Автор работ о М. Шолохове: «„Тихий Дон“ М. Шолохова. О мастерстве писателя» (1954, 2 изд. 1958), «Творчество М. А. Шолохова» (1964, 2 изд. 1970) и др.
Автор прозаических повестей и рассказов. О своем фронтовом опыте и об опыте своего поколения Якименко написал в двух повестях: «Куда вы, белые лебеди?» (1968) и «Жеребенок с колокольчиком» (1973), вошедших в автобиографическую трилогию «Судьба Алексея Ялового». Свобода выбора в тех обстоятельствах, которые, казалось бы, лишают права выбирать; сохранение человеческого достоинства; телесная жизнь и жизнь духовная – вот те экзистенциальные проблемы, которые он пытался рассмотреть и решить. Ведь парадокс заключается в том, что для  лирического героя Якименко, как и для героев многих романов и повестей, написанных сверстниками-фронтовиками, бесчеловечные обстоятельства только обостряли потребность в духовной жизни.
Последняя книга Л.Г. Якименко «За быстро текущим днем» вышла в 1980 году — спустя год после его смерти. В неё вошли статьи, собранные его сыном В.Л. Якименко.

## Семья
Жена - Якименко Юлия Павловна (1928-2016), филолог, старший преподаватель РУДН.
Сын - Якименко Владимир Львович (1954), кандидат филологических наук, доцент факультета журналистики МГУ (1980-1999), литературовед и прозаик.
Дочь - Якименко Наталия Львовна (1961), кандидат филологических наук, специалист по американской литературе, переводчик.

## Избранные труды Л.Г. Якименко
- О «Поднятой целине» М. Шолохова. — М.: Советский писатель, 1960. — 134 с.
- Творчество М.А. Шолохова. Идеи и образы. Творческий метод, жанры, стиль, мастерство, поэтика. — М.: Советский писатель, 1964. — 855 с.
- Герой и новаторство советской литературы. — М.: Художественная литература, 1964. — 320 с.
- Куда вы, белые лебеди? Повесть. — М.: Советский писатель, 1968. — 288 с.
- На дорогах века: Актуальные вопросы советской литературы. — М.: Художественная литература, 1973. — 366 с.
- Все впереди. Повесть и рассказы. М.: Советский писатель, 1973. — 279 с.
- Жеребёнок с колокольчиком: Повести. — М.: Молодая гвардия, 1975. — 351 с.
- Судьба Алексея Ялового. Повести. — М.: Современник, 1976. — 543 с.
- И вечная, как мир...: Повесть. Роман. — М.: Известия, 1979. — 414 с.
- Городок: Роман. — М.: Советский писатель, 1979. — 279 с.
- За быстро текущим днем: Статьи. — М.: Советский писатель, 1980. — 384 с.
- Избранные работы: в 2-х т. М.: Художественная литература, 1982. Т. 1. — 518 с. Т. 2. — 847 с.

## Награды
- Орден Красной Звезды,
- Орден Отечественной войны II степени,
- Орден «Знак Почёта»,
- Медаль «За боевые заслуги»,
- Медаль «За победу над Германией в Великой Отечественной войне 1941—1945 гг.»
- Премия имени М. В. Ломоносова (в составе авторского коллектива за работу «История русской литературы. Учебное пособие для государственных университетов. Т. I. 1917—1940»).